# Orascom Construction Industries
Orascom Construction Industries SAE (OCI) é uma empresa de engenharia, e construção sedeada no Cairo, Egipto, e que desenvolve actividade em mais de 25 países. Esta empresa foi a primeira multinacional egípcia e é uma das empresas do grupo Orascom.

## História
A OCI foi fundada no Egipto em 1950, sendo então detida por Onsi Sawiris. OCI possuía e operava fábricas de cimento no Egipto, na Argélia, na Turquia, no Paquistão, no norte do Iraque, na Coreia do Norte e na Espanha, com uma capacidade anual de produção da ordem de 21 milhões de toneladas. Em Dezembro de 2007, a OCI anunciou que a divisão de cimento seria vendida à empresa francesa Lafarge. Em Janeiro de 2008, a OCI confirmou que a transferência de acções de 100% da Orascom Building Materials Holding (“OBMH”), a empresa holding para a parte do cimento, tinha sido totalmente transferida para a Lafarge.
A OCI é um produtor de fertilizantes e uma empresa de construção, sendo uma das maiores empresas da região com projectos e investimentos na Europa, no Médio Oriente, na América do Norte e no Norte de África.

## Sede

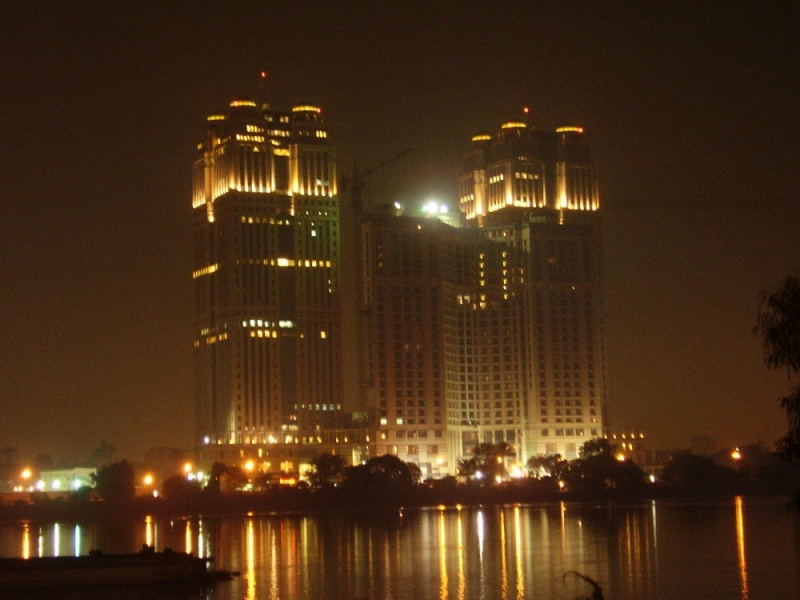
Vista nocturna das torres Nile City Towers. A sede da Orascom Construction Industries fica situada na torre sul (à direita). Entre as duas torres fica situado o Fairmont Nile City Hotel.

As torres Nile City Towers consistem dois edifícios de escritórios com 32 andares cada.